# Anneliese Löffler
Anneliese Löffler (geborene Große, * 7. Mai 1928 in Folbern; † 1. Juli 2021) war eine deutsche Germanistin und Literaturwissenschaftlerin.

## Leben
Anneliese Löffler begann ihre Karriere 1946 bei der FDJ-Kreisleitung in der sächsischen Kreisstadt Großenhain. Nach Besuch einer Landesparteischule der Sozialistische Einheitspartei Deutschlands (SED) war sie 1953 zunächst im Zentralvorstand der Gesellschaft für Deutsch-Sowjetische Freundschaft in Berlin tätig. Bedeutung erlangte Löffler anschließend im Amt für Literatur und Verlagswesen, der zentralen Zensurstelle in der DDR, und in dessen Nachfolgeeinrichtung, der Hauptverwaltung Verlage und Buchhandel, als Oberreferentin und Sektorenleiterin. Durch ihren Vorgesetzten Erich Wendt angeregt, begann sie ein Fernstudium der Germanistik und Philosophie an der Humboldt-Universität zu Berlin. Als Aspirantin besuchte sie die Pädagogische Hochschule Potsdam und das Institut für Gesellschaftswissenschaften beim ZK der SED in Berlin. Dort promovierte sie am 4. Oktober 1967 zum Thema „Zur Struktur des Menschenbildes in der westdeutschen epischen Literatur der Gegenwart (1963–1965)“. Erster Gutachter der Dissertation war der Abteilungsleiter für Kultur im ZK der SED, Arno Hochmuth. Im selben Jahr wurde Löffler als Chefredakteurin der Literaturzeitschrift Weimarer Beiträge eingesetzt.
Im Jahr 1971 wurde Löffler Mitglied des Berliner Schriftstellerverbandes, in dem sie zeitweilig Vorstandsmitglied des Berliner Bezirksverbands war. Auf Veranlassung der ZK-Abteilung Wissenschaft erhielt sie 1972 eine Professur für DDR-Literatur an der Humboldt-Universität, da „nur sie in der Lage sei, ideologisch in diesem Bereich der Humboldt-Universität Ordnung zu schaffen“. 1973 wurde sie als Ordentliche Professorin Lehrstuhlinhaberin. 1979 wurde sie dort Stellvertreterin des Direktors für Forschung. Im gleichen Jahr erhielt sie den Orden Banner der Arbeit (II. Stufe).
Ab 1980 war Löffler nur noch als Honorarprofessorin tätig und arbeitete ferner als freischaffende Rezensentin. Bis mindestens 2011 war sie in der Berliner Amateur- und semiprofessionellen Literaturszene als Kritikerin aktiv. Zwischen 2017 und 2020 sind mehr als 20 Buchveröffentlichungen im Eigenverlag mit Anneliese Löffler als Mitautorin erschienen.

### Rolle als Literaturwissenschaftlerin
Von Löffler erschienen überwiegend Werkstattberichte und Interviews mit DDR-Autoren, die sie in Literaturzeitschriften wie neue deutsche literatur und Weimarer Beiträge sowie in Buchform veröffentlichte (Auskünfte. Werkstattgespräche mit DDR-Autoren. 1974). Durch ihre zahlreichen Rezensionen, die unter anderem im Neuen Deutschland (ND) erschienen, gewann „die besonders parteikonforme“ Löffler maßgebenden Einfluss auf die Aufnahme und Verbreitung der zeitgenössischen DDR-Literatur. Dabei übernahm sie dem Literaturwissenschaftler Wolfgang Emmerich zufolge immer wieder öffentlich, aber auch verdeckt „die Vorreiterrolle für Verbote“. Im August 1978 empfahl sie, Klaus Poches Roman Atemnot die Druckgenehmigung zu verweigern: „Eine Veröffentlichung kann nichts nützen, nur schaden. Das Buch ist durch und durch gegen die Realität des Sozialismus, gegen die Machtausübung in unserem Staat gerichtet“. Und 1985 verriss sie den Hinze-Kunze-Roman von Volker Braun, der Diderots Jacques, der Fatalist in die DDR verlegt hatte, als „absurd“ und „anarchistisch“. Löffler betrieb damit auch Selbstverteidigung, fand sie sich doch als Frau Professor Messerle selbst im Roman wieder.

### Inoffizielle Mitarbeit beim MfS
Anneliese Löffler war von 1971 an als Inoffizieller Mitarbeiter zur politisch-operativen Durchdringung und Sicherung des Verantwortungsbereiches (IMS) Dölbl jahrelang eine der „Spitzenquellen“ des MfS. In dieser Zeit lieferte sie Berichte zu Schriftstellern, darunter Volker Braun, Adolf Endler, Elke Erb, Stephan Hermlin, Bernd Jentzsch, Heinz Kahlau, Hermann Kant, Rainer Kirsch, Karl Mickel, Ulrich Plenzdorf, Helmut Sakowski, Klaus Schlesinger, Rolf Schneider, Helga Schubert und Gisela Steineckert. Über mehrere Jahre observierte sie insbesondere Franz Fühmann. Daneben denunzierte Löffler ihre eigenen Studenten und war bei den Weltfestspielen der Jugend und Studenten 1973 auch als Lauscher auf der Straße aktiv. Bei diesen Tätigkeiten beschränkte sie sich nicht darauf, Stasi-Aufträge auszuführen, sondern entwickelte eigene Einsatzkonzeptionen. So bot sie beispielsweise an, den Schriftsteller Martin Stade zum Aushorchen zu sich nach Hause einzuladen, wobei sie bei der Bewirtung „nicht mit Alkohol sparen“ werde.
Ferner berichtete die als „doktrinär“ geltende Löffler regelmäßig über Verlags-, Redaktions- und Fachkollegen wie die reformerischen Literaturwissenschaftler Frank Hörnigk, Ursula Heukenkamp, Eva Kaufmann, Hans Kaufmann und Dieter Schlenstedt, wobei sie die Berichte mehrfach dazu benutzte, beruflichen Konkurrenten zu schaden. Ihre Informationen gelangten in komprimierter Form bis zur SED-Parteispitze und beeinflussten so deren kulturpolitische Linie. Wiederholt war sie auch für die MfS-Kulturüberwachungs-Abteilung HA XX/7 und die Untersuchungs-Hauptabteilung HA IX als „Gutachterin“ tätig, wobei sie in umfangreichen Analysen staatsfeindlichen Tendenzen in Büchern von Jürgen Fuchs, Hans Joachim Schädlich, Friedrich Dieckmann, Christian Kunert, Gerulf Pannach u. a. nachspürte. Auch Günter Grass wurde durch sie negativ begutachtet. Dagegen lobte sie Harry Thürks Kolportageroman Der Gaukler, in dem der sowjetische Dissident Alexander Solschenizyn in stark verzerrter Weise negativ dargestellt wurde.
In seiner grundlegenden Untersuchung über Schriftsteller und Staatssicherheit urteilt Joachim Walther über Löffler: Sie habe MfS und Partei primär dazu benutzt, ihre eigene Karriere auf Kosten anderer voranzutreiben. „Während ihre personenbezogenen Informationen eindeutig denunziatorischen Charakters sind, geben ihre sachbezogenen Berichte einen Einblick in die Unkultur der Intrige unter Genossen.“

## Veröffentlichungen (Auswahl)
- (mit Eberhard Röhner) Das sozialistische Menschenbild als zentrale ästhetische Kategorie unserer Literatur. In: Einheit, 2/1969, S. 175.
- (mit Brigitte Thurm) Gesellschaftliche Irrelevanz und manipulierbare Subjektivität. In: Weimarer Beiträge, 2/1970, S. 151–181.
- (als Hrsg.) Auskünfte: Werkstattgespräche mit DDR-Autoren. Aufbau, Berlin, Weimar 1974.
- (als Hrsg.) An seinem Platz geprüft. Gelebtes und Erzähltes bei DDR-Autoren. Mitteldeutscher Verlag, Halle/Leipzig 1979.